# شهر صنعت
شهر صنعت (انگلیسی: City of Industry) فیلمی در ژانر نئو نوآر و جنایی است که در سال ۱۹۹۷ منتشر شد.

## خلاصه فیلم
یک سارق بازنشسته قسم می‌خورد تا انتقام مرگ برادر و همدستش را از دیوانه‌ای که آن‌ها را حین فرار با اشیا دزدی به قتل رسانده بگیرد…